# Simon Heinrich Sack
Simon Heinrich Sack (* 27. Juni 1723 in Hecklingen; † 2. Dezember 1791 in Glogau, heute Głogów) war ein deutscher Rechtsanwalt sowie Königlich Preußischer Hof- und Justiz-Commissions-Rat in Glogau. Er ist Begründer der Hofrat Simon Heinrich Sack’sche Familienstiftung.

## Leben und Wirken

### Familie

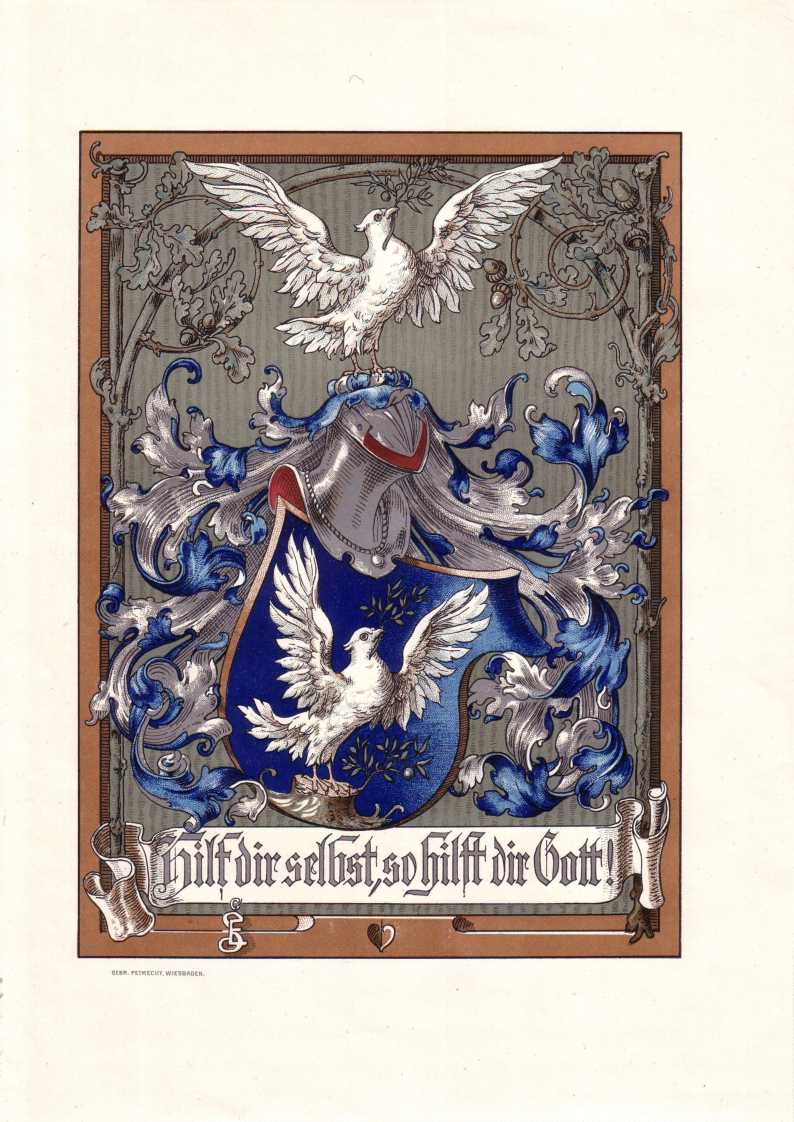
Wappen der Familie Sack (Taube)

Simon Heinrich Sack war Sohn des Hofpredigers Friedrich Ernst Sack aus Hecklingen (1676–1763) und seiner Ehefrau Dorothea Lucanus (1695–1770), der Schwester des preußischen Geheimrats Johann Heinrich Lucanus (1693–1759), ab 1742 Generalfiscal-Regierungsrat in Glogau und später Präsident des Oberkonsistoriums und der Oberamtsregierung in Glogau.
Sack war nicht verheiratet und hatte deshalb keine ehelichen Kinder, sondern nur ein vermutetes nichteheliches Kind mit seiner Hausdame Anna Maria Biesler (1735–1799), Louise Ernestine (1757–1831), die er als Pflegetochter aufzog und im Jahre 1774 adoptierte. Diese heiratete 1776 den Steuereinnehmer und späteren Hofrat Carl Christoph Cramer aus Glogau und erhielt dadurch den Ehenamen „Cramer“.

### Werdegang

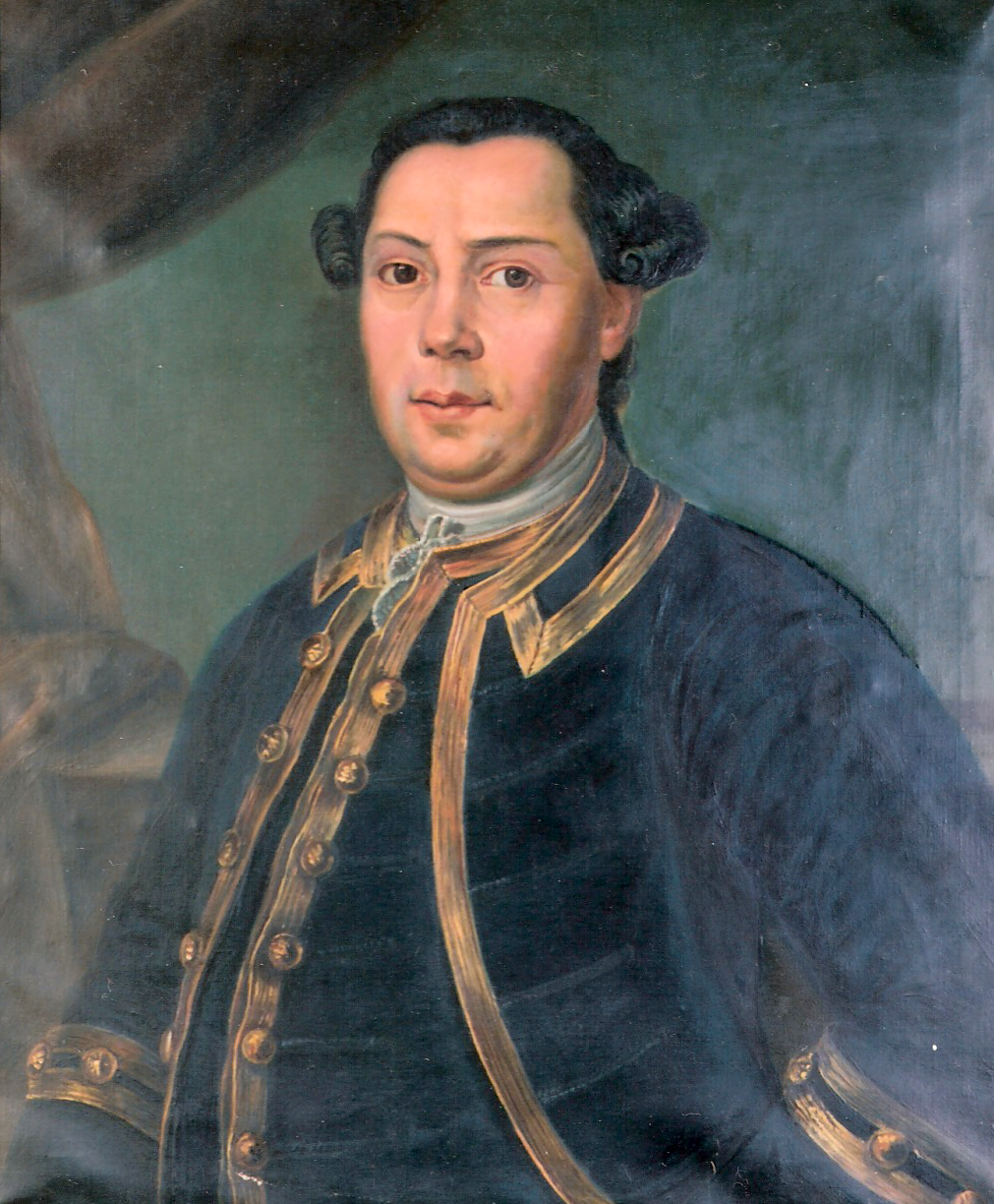
Simon Heinrich Sack

Sack immatrikulierte sich zusammen mit seinem Bruder Carl August Sack (1721–1810) im Jahre 1740 an der Universität Halle zum Jurastudium und schloss sein Studium in Frankfurt/Oder ab.
Nach dem Übergang Schlesiens an Brandenburg-Preußen im Jahre 1742 wurde das Justizwesen in Schlesien neu geordnet und die bisherigen Gerichtsbarkeiten durch Oberamtsregierungen in Glogau und Breslau gebildet. Man kann annehmen, dass der Generalfiscal-Regierungsrat Johann Heinrich Lucanus seinem Neffen Sack zur Anstellung als Referendar bei der Oberamtsregierung in Glogau verhalf. Im Alter von 25 Jahren war er schon Advokat und wurde 1750 im Alter von 27 Jahren zum Hof- und Justizkommissionsrat bei der Oberamtsregierung in Glogau ernannt. Seine Tätigkeit beschränkte sich nicht nur auf die Prozessvertretung bei der Oberamtsregierung. Er übernahm auch treuhänderische Aufgaben, so u. a. die Finanzverwaltung des im Ausland weilenden Freiherrn Gustav von Schlabrendorf. Bei der Überführung österreichischer Staats- und Privatgüter in Preußischen Besitz führte Sack nicht nur die notariellen Akte aus, sondern kaufte selbst verwahrloste Güter an, setzte sie instand und verkaufte sie mit Gewinn.
Die Kanzlei betrieb Sack zunächst mit seinem Bruder Wilhelm Sack (1726–1800), der 1752 eine Anstellung in Breslau erhielt und ab 1756 mit dem Titel Hof- und Kriminalrat Advokat in Breslau war.
Seit Beginn des Jahres 1752 besaß Sack eine wohl gemietete Wohnung am Markt in Glogau. In den folgenden Jahren erwarb er das Gut Lauersitz jenseits der Oder, das zwischen den Gütern Herrnlauersitz und Irsingen lag, die seinem Onkel Lucanus gehörten. Bei dem großen Brand der Stadt Glogau im Jahre 1758 verlor er das Haus am Markt.
Im Oktober 1759 erreichte der Siebenjährige Krieg auch das Gut Lauersitz. Infolge der Bedrohung durch russische Truppen hatten sich Sack und sein ebenfalls in Glogau wohnender Bruder Johann Adolph Sack (1726–1800) auf dem Gut in vermeintliche Sicherheit gebracht. Zu dieser Zeit wohnte auf dem Gut Sacks jüngster Bruder Philipp Wilhelm Sack (1734–1813), der als Leutnant in der Schlacht von Leuthen 1757 verwundet worden war, danach seinen Abschied nahm und sich ab 1758 auf dem Gut seines Bruders in der Landwirtschaft ausbildete, eine Tätigkeit, die er ab 1774 als Hofrat in der Kriegs- und Domänenkammer in Kleve und Generalpächter des Amtes Hausberge anwenden konnte. Die Kosacken unter dem General Gottlob Curt Heinrich von Tottleben (1715–1773) besetzten im November 1759 Gut und Schloß und plünderten und verwüsteten den Besitz. Bei der Flucht auf die andere Oderseite wurde Philipp Sack gefangen genommen und nach Posen verschleppt. Erst im folgenden Jahr gelang es seinem Bruder, ihn gegen ein Lösegeld auszulösen. Bis zum Verkauf des Gutes im Jahre 1774 bewirtschaftete dann Philipp Sack das Gut seines Bruders.
1767 erwarb Sack das Glogauer Bürgerrecht und kaufte 1768 aus dem Besitz des verstorbenen Bürgermeisters Karl Andreae das Haus Nr. 30 ab der Topfgasse (später Mohrengasse), das er erheblich vergrößerte.
1781 erließ Friedrich der Große nach französischem Vorbild für Preußen ein staatliches Monopol auf Kaffee, das erst im Jahre 1787 nach seinem Tode abgeschafft wurde. Neben der Einfuhr und dem Handel hatte der Staat auch das Kaffeerösten in eigener Regie geregelt. Das private Rösten war bei strenger Strafe verboten, geröstet wurde ausschließlich in der Staatlichen Rösterei in Berlin. Nur die königlichen Zolllager und wenige konzessionierte Lebensmittelhändler durften den gerösteten Kaffee verkaufen. Zunächst unterstand Sack in der Zeit 1780/1781 für Schlesien das General-Kaffee-Depot. Diese Aufgabe übergab er danach an seinen Schwiegersohn Cramer.
Als Anwalt genoss er wegen seiner Lauterkeit und Unparteilichkeit bei den schwierigen Besitzverschiebungen nach den ersten schlesischen Kriegen und nach dem Siebenjährigen Krieg hohes Ansehen. Dadurch erwarb sich ein hohes Vermögen. Diese Vermögen brachte er in die Hofrat Simon Heinrich Sack’sche Familienstiftung ein, die noch heute existiert, auch wenn das Stiftungsvermögen durch die Kriegsereignisse und die Inflation erheblich geschmälert wurde.
Seine berufliche Tätigkeit beendete Sack nach der Justizreform seines Studienfreundes Johann Heinrich von Carmer (1720–1801). Dieser war seit 1751 Direktor und ab 1763 Präsident der Oberamtsregierung in Breslau, ab 1768 Chefpräsident sämtlicher Oberamtsregierungen in Schlesien und ab 1779 Preußischer Großkanzler. Er setzte die von dem Freiherrn Samuel von Cocceji (1679–1755) begonnene Justizreform fort. Sack und v. Carmer waren sich in Schlesien öfters begegnet. Noch einige Tage vor dem Erscheinen des Corpus Juris Fridericianum im April 1780 fand ein Gespräch statt, in dem der Großkanzler Sack bewegen wollte, den Plan aufzugeben, sein Amt als Justizkommissar niederzulegen, da sich in Ansehung seiner bisherigen Geschäfte keine Änderung ergeben würden. Als das Gesetz aber veröffentlicht wurde, musste Sack feststellen, das die Aussage des Großkanzlers nicht richtig war, da die bisher als freiberuflich tätigen Advokaten durch beamtete Assistenzräte ersetzt wurden. Sack legte sein Justizkommissariat und die Justiziate nieder.
Sack starb 1791 und wurde wunschgemäß in der Gruft der Schifflein Christi Kirche in Glogau beigesetzt.